# Moczary (wieś w Rosji)
Moczary (ros. Мочары) – wieś (ros. деревня, trb. dieriewnia) w zachodniej Rosji, w osiedlu wiejskim Borkowskoje rejonu diemidowskiego w obwodzie smoleńskim.

## Geografia
Miejscowość położona jest nad jeziorem Jelsza, przy drodze regionalnej 66N-0506 (Prżewalskoje – Anosinki – Żeruny – Jewsiejewka), 3 km od centrum administracyjnego osiedla wiejskiego (Żeruny), 51,5 km od centrum administracyjnego rejonu (Diemidow), 99 km od stolicy obwodu (Smoleńsk), 60,5 km od granicy z Białorusią.
W granicach miejscowości znajduje się ulica Gławnaja (13 posesji).

## Demografia
W 2010 r. miejscowość zamieszkiwało 13 osób.

## Historia
W czasie II wojny światowej od lipca 1941 roku wieś była okupowana przez hitlerowców. Wyzwolenie nastąpiło we wrześniu 1943 roku.

## Osobliwości
- Grodiszcze 1 km na południe od dieriewni (I tysiąclecie p.n.e.)[6]
- Stanowisko archeologiczne z końca mezolitu i początku neolitu w południowej części miejscowości (VI–V tysiąclecie p.n.e.)[6]
- Stanowisko neolityczne we wschodniej części wsi, na brzegu jeziora Jelsza (IV–III tysiąclecie p.n.e.)[6]